# ميخائيل أوبري
ميخائيل أوبري (بالإنجليزية: Michael Aubrey)‏ هو لاعب كرة قاعدة أمريكي، ولد في 15 أبريل 1982 في شريفبورت في الولايات المتحدة.

## وصلات خارجية
- ميخائيل أوبري على موقع دوري كرة القاعدة الرئيسي (الإنجليزية)
- ميخائيل أوبري على موقعبيزبول رفرنس.كوم (الدوري الرئيسي) (الإنجليزية)
- ميخائيل أوبري على موقعبيزبول رفرنس.كوم (الدوري الثانوي) (الإنجليزية)
- ميخائيل أوبري على موقع إي إس بي إن.كوم (أم.أل.بي) (الإنجليزية)
- ميخائيل أوبري على موقع مشجعي الرسوم البيانية (الإنجليزية)